# Leon Arenz
Leon Arenz (* 19. August 2005 in Köln) ist ein deutscher Radsportler, der Rennen auf Bahn, Straße und im Cyclocross bestreitet.

## Sportlicher Werdegang
Leon Arenz, Sohn des früheren Radsportlers Jörg Arenz, begann seine sportliche Laufbahn mit Fußball, bis er 2017 zum Radsport wechselte.
2018 wurde Arenz gemeinsam mit Ben Felix Jochum deutscher Schüler-Meister im Zweier-Mannschaftsfahren. Bei den Junioren-Bahneuropameisterschaften 2022 errang er mit Jochum, Bruno Keßler, Tobias Müller und Jasper Schröder die Silbermedaille in der Mannschaftsverfolgung. In derselben Disziplin wurde er ebenfalls 2022 deutscher Meister. 2023 errang der deutsche Junioren-Vierer mit Arenz bei den Junioren-Weltmeisterschaft erneut Silber, bei den U23-Europameisterschaften in Cottbus im Jahr darauf die Bronzemedaille.

### Bahn
2018
- Deutscher Schüler-Meister – Zweier-Mannschaftsfahren (mit Ben Felix Jochum)

2022
- Junioren-Europameisterschaft – Mannschaftsverfolgung (mit Ben Felix Jochum, Bruno Keßler, Tobias Müller und Jasper Schröder)
- Deutscher Junioren-Meister – Mannschaftsverfolgung (mit Ben Felix Jochum, Louis Leidert und Tobias Müller)

2023
- Junioren-Weltmeisterschaft – Mannschaftsverfolgung (mit Tobias Müller, Ben Felix Jochum,  Jasper Schröder und Bruno Keßler)

2024
- U23-Europameisterschaft – Mannschaftsverfolgung (mit Ben Felix Jochum, Bruno Keßler und Benjamin Boos)